# Distribuzione lognormale
In teoria delle probabilità la distribuzione lognormale, o log-normale, è la distribuzione di probabilità di una variabile aleatoria {\displaystyle X} il cui logaritmo {\displaystyle \log X} segue una distribuzione normale.
Questa distribuzione può approssimare il prodotto di molte variabili aleatorie positive indipendenti.
Viene utilizzata anche in matematica finanziaria.

## Definizione
La variabile aleatoria {\displaystyle X=e^{N}} segue la distribuzione lognormale {\displaystyle \log {\mathcal {X}}(\mu ,\sigma ^{2})}se e solo se {\displaystyle N=\log X} segue la distribuzione normale {\displaystyle {\mathcal {N}}(\mu ,\sigma ^{2})}.
La sua funzione di densità di probabilità è
{\displaystyle f(x)={\frac {e^{-{\frac {(\ln x-\mu )^{2}}{2\sigma ^{2}}}}}{x{\sqrt {2\pi }}{\sigma }}}} per {\displaystyle x>0}.

## Caratteristiche
La funzione di ripartizione della distribuzione lognormale è 
{\displaystyle F(x)=\Phi _{(\mu ,\sigma )}(\ln x)={\tfrac {1}{2}}+{\tfrac {1}{2}}{\text{erf}}\left({\frac {\ln x-\mu }{{\sqrt {2}}\sigma }}\right)}
dove {\displaystyle \Phi _{(\mu ,\sigma )}} è la funzione di ripartizione della distribuzione normale ed {\displaystyle {\text{erf}}} è la funzione degli errori.
I momenti semplici della distribuzione possono essere dedotti dalla funzione generatrice dei momenti della distribuzione normale di {\displaystyle N=\log X}
{\displaystyle \mu _{n}(X)=E[X^{n}]=E[e^{nN}]=g_{N}(n)=e^{n\mu +n^{2}{\frac {\sigma ^{2}}{2}}}}.
In particolare si trovano
- la speranza matematica

{\displaystyle E[X]=e^{\mu +{\frac {\sigma ^{2}}{2}}}}
- e la varianza

{\displaystyle {\text{Var}}(X)=E[X^{2}]-E[X]^{2}=e^{2\mu }(e^{2\sigma ^{2}}-e^{\sigma ^{2}})=e^{2\mu +\sigma ^{2}}(e^{\sigma ^{2}}-1)}.
I parametri {\displaystyle (\mu ,\sigma ^{2})} possono essere ricavati dalla speranza e dalla varianza, utilizzando la relazione {\displaystyle {\tfrac {{\text{Var}}(X)}{E[X]^{2}}}=e^{\sigma ^{2}}-1}.
Gli indici di asimmetria e curtosi sono
{\displaystyle \gamma _{1}=(e^{\sigma ^{2}}+2){\sqrt {e^{\sigma ^{2}}-1}}} e {\displaystyle \gamma _{2}=e^{4\sigma ^{2}}+2e^{3\sigma ^{2}}+3e^{2\sigma ^{2}}-6}.
La moda della distribuzione è {\displaystyle e^{\mu -\sigma ^{2}}}.
La mediana è {\displaystyle q_{1/2}=e^{\mu }} e si trova immediatamente tramite la mediana {\displaystyle \mu } di {\displaystyle N=\log X}: {\displaystyle {\tfrac {1}{2}}=P(N\leqslant \mu )=P(X=e^{N}\leqslant e^{\mu })}.

## Proprietà
Se {\displaystyle X} è una variabile aleatoria con distribuzione lognormale {\displaystyle \log {\mathcal {N}}(e^{\mu +{\frac {1}{2}}\sigma ^{2}},e^{2\mu +\sigma ^{2}}(e^{\sigma ^{2}}-1))} allora
- {\displaystyle N=\log X} segue la distribuzione normale {\displaystyle {\mathcal {N}}(\mu ,\sigma ^{2})}.

Per ogni trasformazione lineare (invertibile) 
- {\displaystyle aN+b} segue ancora una distribuzione normale {\displaystyle {\mathcal {N}}(a\mu +b,a^{2}\sigma ^{2})}
- {\displaystyle e^{aN+b}=e^{b}X^{a}} segue una distribuzione lognormale {\displaystyle \log {\mathcal {N}}(a\mu +b,a^{2}\sigma ^{2})}.

In particolare seguono una distribuzione lognormale
- i multipli scalari {\displaystyle cX},
- le potenze {\displaystyle X^{a}}
- e l'inverso {\displaystyle X^{-1}} di {\displaystyle X}.

Per la definizione di distribuzione lognormale non è importante che venga scelto il logaritmo naturale, ovvero la base e: due distinti logaritmi {\displaystyle \log _{a}X} e {\displaystyle \log _{b}X} differiscono soltanto di un fattore {\displaystyle {\tfrac {\log a}{\log b}}}.
La distribuzione lognormale svolge un ruolo simile a quello della distribuzione normale, la quale può fornire un'approssimazione per la somma di "molte" variabili aleatorie indipendenti {\displaystyle X_{1},...X_{n}} aventi una stessa distribuzione (teorema del limite centrale). Se le {\displaystyle X_{i}} sono positive allora la distribuzione lognormale può fornire un'approssimazione per il loro prodotto (così come la distribuzione normale può fornire un'approssimazione per la somma dei loro logaritmi, {\displaystyle \textstyle \log(\prod _{i}X_{i})=\sum _{i}\log(X_{i}}).